# Иван Бенчев
Иван Бенчев е български изкуствовед, реставратор, историк на изкуството и художник.

## Биография
Иван Бенчев е роден на 1 ноември 1944 г. в гр. Ловеч. Син е на Райна Минкова Бенчева и на един от кметовете на Ловеч от епохата на социализма, в периода 1966-1971 г. – Коста Христов Бенчев (1919-1992).
Завършва Езиковата гимназия в Ловеч (1963) и Художествената академия в Краков (Полша) със степен магистър (1972). След това следва история на изкуството и славистика в Бонския университет (Германия).
От началото на 70-те години живее и работи в град Бон като реставратор, консерватор и специалист по опазване историческите паметници на изкуството. Дейността му предимно е в едноименната Рейнска служба в бившата столица на Федерална Република Германия. Филантроп.